# Debye-Scherrercamera

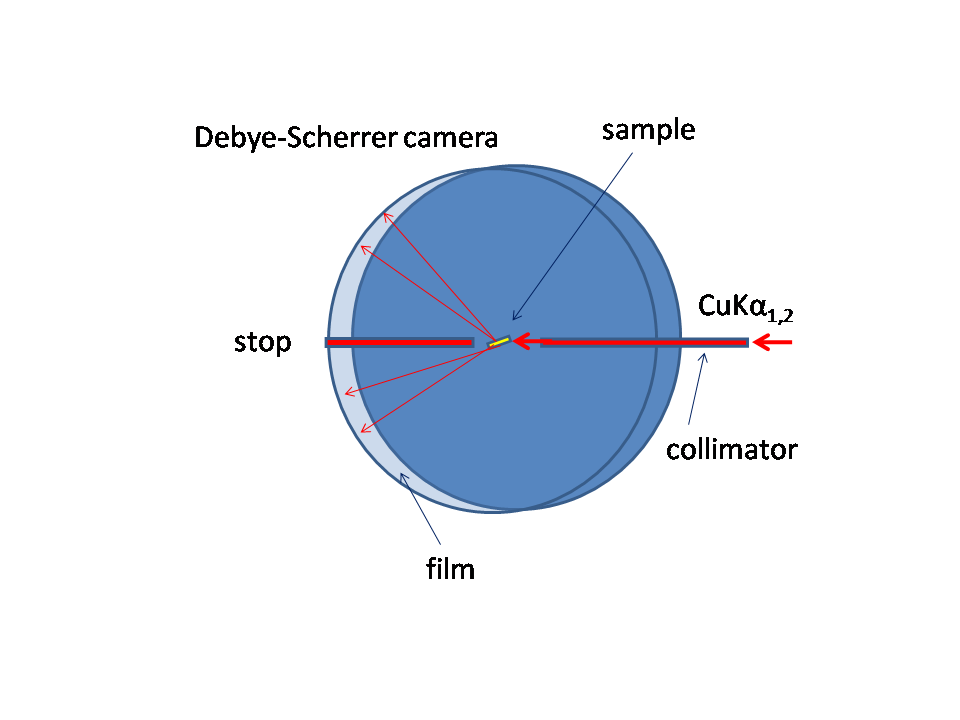
Schematische voorstelling van een Debye-Scherrercamera.

Een Debye-Scherrercamera is een fotografische camera om opnamen mee te maken volgens de Debye-Scherrermethode.
Een Debye-Scherrercamera heeft de vorm van een vrij platte cilindrische koektrommel. Het te fotograferen monster bevindt zich meestal in een dun glazen buisje (een capillairtje) in de naaf van de cilinder en kan om zijn eigen as rondgedraaid worden. Een strook fotografisch materiaal bevindt zich tegen de binnenzijde van de cilinder. De cilinder is op twee tegenoverliggende punten doorstoken, aan de ene kant door een dun metalen buisje, de collimator waardoor de röntgenstraling de cilinder wordt binnengeleid en op het monstercapillair gericht. Aan de tegenoverliggende zijde bevindt zich een bundelstop, die verhindert dat de sterke onverstrooide bundel de film kan bereiken. Alleen straling die door het monster verstrooiing ondergaat valt op de film.
Het voordeel van DS-camera's is dat ook strooiing onder hoge hoeken, die informatie van hoog oplossend vermogen bevat, nog opgevangen kan worden. Bij een vlakkeplaatdetector is dat niet zo. Een nadeel is dat de verzameling punten die behoren bij één reflectie op de film geprojecteerd worden als een snede tussen een kegel en een cilinder en dit produceert een vrij ingewikkelde kromme. Verder wordt bij de DS-methode de straling niet monochromatisch gemaakt en ook niet gefocusseerd. De natuurlijke divergentie van de bundel wordt alleen maar ingeperkt door collimatie. Het gevolg is vrij brede lijnen. Bovendien is er vaak een dubbele lijn door de aanwezigheid van Kα1 en Kα2 straling in de bundel (meestal van een koperbuis). De straling wordt meestal gefilterd door een dunne folie van een geschikt filtermateriaal aan te brengen in de collimator. Voor koperstraling is dat in de regel een nikkelfilter.
Een ander probleem is dat bij monsters die zwaardere elementen bevatten (boven Na/Mg) absorptie een rol gaat spelen, omdat het capillair veel dikker is dan de optimale monsterdikte die vaak maar een paar micrometer bedraagt. Absorptie kan tot verschuivingen van de lijnen leiden die afhangt van de positie op de film.
Een groot deel van deze problemen zijn later opgelost door de komst van de Guiniercamera, die gebouwd is rond een focusserende monochromator.
Zowel de Guinier- als de Debye-Scherrercamera zijn fotografische methoden en zijn daarmee bezig verdrongen te worden door methodes die berusten op andere vormen van positiegevoelige detectie, zoals beeldplaten, CCD-camera's en positiegevoelige detectoren gebaseerd op het Geigerprincipe.